# Llista de valles de Mercuri
En aquest article només es mostra els noms oficials aprovats per l'International Astronomical Union (IAU).
Aquesta és una llista dels valles amb nom de Mercuri.
La nomenclatura de Mercuri està regulada per la Unió Astronòmica Internacional; la llista conté només les formacions exogeològiques oficialment reconegudes per aquesta institució.
Inicialment, els valles de Mercuri portaven els noms d'observatoris o radiotelescopis de diversos llocs del món, però aquests valles s'han suprimit o redefinit com catenae al març de 2013. A partir d'abril 2013, els valles porten els noms de llocs no habitats.

## Llista devallesde Mercuri
| Vallis         | Latitud | Longitud | Diàmetre (km) | Epònim                                                         | Referències |
| -------------- | ------- | -------- | ------------- | -------------------------------------------------------------- | ----------- |
| Angkor Vallis  | 57,28 N | 245,96 W | 94,96         | Angkor, antiga ciutat de Cambodja                              | 15110       |
| Cahokia Vallis | 65,55 N | 233,06 W | 77            | Cahokia Mounds, antiga ciutat del sud d'Ilinois (Estats Units) | 15111       |
| Caral Vallis   | 62,66 N | 230,71 W | 64            | Caral, antiga ciutat de Perú                                   | 15112       |
| Paestum Vallis | 60,28 N | 233,96 W | 16            | Paestum, antiga ciutat d'Itàlia                                | 15113       |
| Timgad Vallis  | 60,88 N | 243,56 W | 116           | Timgad, antiga ciutat d'Algèria                                | 15114       |

## Nomenclatura abolida (2013)
| Vallis           | Latitud | Longitud | Diàmetre (km) | Epònim                                                   | Motiu                    |
| ---------------- | ------- | -------- | ------------- | -------------------------------------------------------- | ------------------------ |
| Arecibo Vallis   | 27,72 S | 28,23 W  | 133,05        | Radiotelescopi d'Arecibo (Puerto Rico)                   | Reclassificat com catena |
| Goldstone Vallis | 17,75 S | 30,05 W  | 103,23        | Radiotelescopi de Goldstone (Califòrnia, Estats Units)   | Reclassificat com catena |
| Haystack Vallis  | 4,79 N  | 46,63 W  | 264.56        | Radiotelescopi de Haystack (Massachusetts, Estats Units) | Reclassificat com catena |
| Simeiz Vallis    | 12,81 N | 64,83 W  | 126,47        | Observatori de Simeiz (Crimea, Ucraïna)                  | Abolit                   |